# DJ Loutka
Michal Maudr, uměleckým jménem DJ Loutka (8. května 1967 – 18. srpna 2018), byl český diskžokej věnující se především hudbě stylu house, svého času jeden z nejznámějších a nejoblíbenějších DJs v Česku, rezident pražského klubu Roxy a zakladatel tamní klubové noci Shake.

## Život
Michal Maudr pocházel z pražského Žižkova, v průběhu dětství se rodina přestěhovala na Prosek. Jeho nevlastní otec byl rovněž diskžokej, hrál v 70. letech 20. století.
Původně se učil na automechanika. Postupně se dostal k práci diskžokeje, i když to dlouho nebylo hlavním zdrojem jeho obživy. Začínal na začátku 90. let v pražském klubu Bunkr, poté prošel klubem Futurum, kde se věnoval především kytarovým a new wave projektům, nakonec skončil ve velkém klubu Roxy. Byl důležitou osobou v prvním housovém uskupení v České republice s názvem ToMaMiv. Spoluzaložil agenturu Roxydust House Factory (později Roxydust), spolu s Jaroslavem Krampolem a Petrem Hoškem zahájil tradici párty v Kulturním domě Ládví. Inspiraci hledal u zkušenějších kolegů z Berlína, Belgie a Amsterdamu. Na zahraničních cestách působil ve významných klubech. Hrál po boku světových DJs jako Carl Cox, Darren Emmerson, Silicon Soul, Terry Francis, DJ Sneak aj.
DJ Loutka se nejvíce proslavil housem, podle svých slov měl rád pomalejší hudbu, vokály a melodie.
Ve věku 51 let zemřel, když podle Blesk.cz spáchal sebevraždu. Zástupci jeho rezidenčního klubu Roxy okolnosti úmrtí nekomentovali.

## Diskografie (výběr)
- DJ Loutka pres. Housebox – míchané CD a MC (Next Era)
- DJ Loutka – Second 12" (Beeswax Recordings)
- DJ Loutka – Third 12" (Beeswax Recordings)
- DJ Loutka – Forth CD" (Beeswax Recordings)